# Доулинг, Эдди
Эдди Доулинг (англ. Eddie Dowling; 11 декабря 1889, Вунсокет, Провиденс, Род-Айленд — 18 февраля 1976, Смитфилд, Провиденс, Род-Айленд) — американский актёр, сценарист, драматург, режиссёр, продюсер, автор песен и композитор.

## Карьера
Доулинг начал свою карьеру в водевиле с труппой Homan Stock Company в сценическом театре Temple в Провиденсе. Он появлялся на сцене в течение многих лет, в том числе в «Безумства Зигфелда». Его бродвейский дебют состоялся в «Бархатной даме» (1919). Его самая известная роль была роль Тома Вингфилда в оригинальной бродвейской постановке «Стеклянный зверинец», в главной роли были Лоретта Тейлор и Джули Хейдон. Он продюсировал оригинальную Чикагскую постановку пьесы в 1944 году и поставил её на Бродвее.